# Walkbus
Walkbus ist ein brasilianischer Kraftfahrzeughersteller.

## Unternehmensgeschichte
Das Unternehmen wurde 1976 in São Paulo gegründet. Erstes Betätigungsfeld war die Kunststoffbranche. Ab 1982 entstanden Karosserien für Kraftfahrzeuge und Umbauten. Der Markenname lautet Walk. Später kamen Personenkraftwagen, Omnibusse und Reisebusse dazu.

## Fahrzeuge
Zunächst wurden in einer Art Fahrzeugtuning Fahrzeuge nach persönlichen Wünschen umgebaut. Außerdem erhielten Pick-ups eine Doppelkabine.
Ebenfalls 2004 ergänzte mit dem Sport eine Art VW-Buggy das Sortiment. Die offene Karosserie hatte keine Türen und bot Platz für vier Personen. Hinter den vorderen Sitzen war eine Überrollvorrichtung. Eine Heckscheibe vom Ford Ka diente als Windschutzscheibe. Ein luftgekühlter Vierzylinder-Boxermotor trieb die Fahrzeuge an. Es ist nicht angegeben, wann dieses Modell eingestellt wurde.
Seit 2004 entstehen Omnibusse und Reisebusse.